# Liste des évêques de Keetmanshoop
La liste des évêques de Keetmanshoop recense les noms des évêques qui se sont succédé à la tête de la préfecture apostolique du Grand Namaqualand depuis sa création le 7 juillet 1909 par détachement du vicariat apostolique de la Rivière Orange, puis du vicariat apostolique homonyme à partir 14 juillet 1930 et enfin du diocèse de Keetmanshoop (en) (Dioecesis Keetmanshoopensis), en Namibie, depuis le 14 mars 1994. 

## Préfets apostoliques
- 1910-† 1923 : Stanislao von Krolikowski, préfet apostolique du Grand Namaqualand.
- 16 mars 1923-1930 : Mattias Eder, préfet apostolique du Grand Namaqualand.

## Vicaires apostoliques
- 24 février 1931-10 novembre 1942 : Joseph Klemann, vicaire apostolique du Grand Namaqualand.
- 10 novembre 1942-† 4 février 1947 : John Eich (John Francis Eich), vicaire apostolique du Grand Namaqualand.
- 4 février 1947-13 janvier 1949 : siège vacant
- 13 janvier 1949-9 juin 1955 : Francis Esser (Francis Xavier Esser)
- 24 mars 1956-2 octobre 1989 : Edward Schlotterback (Edward Francis Joseph Schlotterback)
- 2 octobre 1989-28 mai 1993 : siège vacant
- 28 mai 1993-14 mars 1994 : Anthony Chiminello

## Évêques
- 14 mars 1994-† 23 novembre 2002 : Anthony Chiminello, promu évêque.
- 23 novembre 2002-31 mai 2007 : siège vacant
- 31 mai 2007-21 juillet 2017 : Philipp Pöllitzer
- depuis le 7 février 2018 : Willem Christiaans, OSFS

## Sources
- (en) Fiche du diocèse sur catholic-hierarchy.org